# Samsung Wave S8500
El Samsung Wave S8500 (o "Samsung Wave") es el primer teléfono inteligente que funciona con el sistema operativo bada que ha creado la propia compañía coreana. Entre las características que incluye destacan un procesador Samsung "Hummingbird" a 1 GHz junto a una GPU PowerVR SGX540, una pantalla multitáctil Super AMOLED de 3.3" [480x800 píxeles y contraste 1000000:1], cámara de 5 Megapíxeles con grabación de vídeo HD a 720p, GPS y Wi-Fi n.
Ha sido galardonado como mejor "Teléfono Social Media 2010-2011" por la Asociación Europea de Imagen y Sonido (EISA).

Hasta noviembre de 2010, Samsung había vendido más de 2 millones de unidades de este teléfono inteligente.

## Hardware
Tiene 3 botones a los lados de tomar foto,bajar/subir volumen y desbloquear, y en el frente posee el rombo "tecla de inicio" y las teclas colgar/iniciar llamada. 

### Procesador
El corazón del Wave es un procesador Samsung "Hummingbird" a 1 GHz (implementación del ARM Cortex A8). El procesador gráfico es un PowerVR SGX540 que puede mover hasta 90 millones de triángulos por segundo.

### Memoria
El terminal tiene 384 MiB de RAM. En cuanto a la memoria de almacenamiento dispone de dos versiones, una de 2 GiB y otra de 8 GiB internos ampliables mediante tarjetas microSD(HC) de hasta 32 GiB.

### Pantalla
La pantalla Super AMOLED de 3.3 pulgadas es capacitiva con soporte multitáctil y está cubierta con vidrio templado resistente a los arañazos. El cristal (Gorilla Glass) cuenta con un recubrimiento oleofóbico que facilita la limpieza. La resolución de la pantalla es 480x800 [WVGA].

### Cámaras
El teléfono incorpora dos cámaras, una frontal para realizar videollamadas y otra en la parte trasera para hacer fotos y grabar vídeo.
La cámara de fotos es de 5 megapíxeles con resolución máxima de 2560x1920 píxeles [4:3]. En formato panorámico la resolución máxima es 2560x1536 píxeles. Cuenta con diversos modos de disparo: sencillo, belleza, disparo por sonrisa, disparo continuo, panorámica y vintage. También incorpora varios modos de escena con ajustes predefinidos para diversas situaciones. El enfoque se puede realizar automáticamente o tocando la zona en la que queremos centrar el enfoque y tenemos la posibilidad de activar el modo macro. Además, cuenta con un potente flash LED, zum digital 4x, temporizador y etiquetado geográfico (geotagging).
La resolución máxima para la grabación de vídeo es 720p [1280x720] a 30 fps. Dispone de un modo de grabación a cámara lenta a 120 fps con resolución fija de 320x240 píxeles. Varias funciones disponibles para el modo cámara de fotos no están disponibles para el modo videocámara como los modos de escena o los modos de enfoque pero sí se pueden utilizar el flash LED, el zum digital y el temporizador. El códec de vídeo utilizado es el AVC (H.264) con un bitrate aproximado de 12 Mbit/s. El códec de audio es AAC con una frecuencia de muestreo de 48 kHz en mono y un bitrate aproximado de 64 kbit/s.

### Conectividad
El teléfono es compatible con redes 2G/3G: GSM, GPRS, EDGE, HSDPA 7.2 Mbit/s y HSUPA 2 Mbit/s.
El Samsung Wave dispone de GPS con soporte A-GPS, Wi-Fi 802.11 b/g/n con DLNA, Bluetooth 3.0 y puerto microUSB.
Además, incorpora un conector jack de 3,5 mm. para auriculares y salida de TV.

## Software

### Sistema Operativo
El Wave supone el estreno del sistema operativo bada que ha sido creado por Samsung como plataforma para algunos de sus nuevos teléfonos inteligentes. Bada permite zum multitáctil, navegación por pestañas, cortar, copiar y pegar. La interfaz es la versión 3.0 de TouchWiz que permite el uso de diversos widgets, algunos vienen preinstalados.
Admite hasta 4 métodos de entrada de texto: Teclado (teclado telefónico), Teclado QWERTY, Escritura en pantalla completa y Cuadro de escritura. Estos dos últimos utilizan reconocimiento de escritura.

### Aplicaciones
El S8500 lleva algunas aplicaciones integradas como Administrador de archivos, Reproductor Multimedia (con editor de imágenes y vídeos), Social Hub (gestor de correo, mensajería instantánea y redes sociales), Navegador de Internet, Navegador GPS, Radio FM, Grabadora de voz, Calendario, Gestor de Tareas, Notas y Calculadora, entre otras.
El Administrador de archivos integra el Picsel File Viewer, un visor de documentos de Office y PDF.
El Navegador de Internet es el Samsung Dolfin Browser v2.0 (basado en WebKit) que permite tener varias páginas abiertas y cuenta con soporte para Flash Lite 3.1
El usuario tiene la posibilidad de descargar e instalar más aplicaciones, juegos, widgets y temas gracias al servicio Samsung Apps, una tienda en línea de contenidos para móviles Samsung que ha experimentado un gran auge debido al lanzamiento del Wave, con el que ha conseguido sobrepasar los 10 millones de descargas en Europa.
Además, es posible instalar aplicaciones y juegos Java (MIDP 2.1).

### Multimedia
El Samsung Wave admite los siguientes archivos multimedia:
- Imágenes: bmp, jpg, gif, png, tif, wbmp

- Audio: mp3, 3ga, aac, m4a, wma, wav, mmf, xmf, imy, midi, amr, flac

- Vídeo: mp4, 3gp, wmv, asf, avi, mkv, divx

### Trucos
- Al pulsar dos veces sobre el botón de menú (el rombo), se accede a la aplicación "Búsqueda inteligente" que permite buscar cualquier contacto, foto, vídeo, archivo, etc. en el teléfono.

- Para hacer una captura de pantalla, hay que pulsar el botón de menú (el rombo) y el de bloqueo al mismo tiempo, en vez de acceder a varias opciones.

- En la lista de contactos y registro (al darle al botón de llamada y todos sus campos como Todo, Llamar, mensajes, etc.) al deslizar por encima del nombre, número, lo que sea a la derecha iniciará automáticamente una llamada al número predeterminado de ese contacto y si se hace a la izquierda se inicia la escritura de un mensaje sms.

- Estando en el reproductor de música y siguiendo la misma filosofía anterior en los campos Lista de música, Álbumes, Artistas y Géneros, al desplazar con el dedo a la izquierda empieza la reproducción. Esto no pasa en la sección de pistas, pues para reproducir un solo tema sólo hay que pulsar una vez.

- Aparte de dar a desbloquear y deslizar con el dedo, si se mantiene pulsado 3 segundos el botón de desbloqueo se desbloquea automáticamente sin necesidad de pasar el dedo.

- Si mientras suena el teléfono, se coloca con la pantalla hacia abajo en horizontal, deja de sonar aunque la llamada sigue. Se puede activar/desactivar esta opción yendo a Ajustes>General>Gestos>Dando la vuelta (Pausa de etiqueta).

- Si durante una conversación telefónica se pone el teléfono con la pantalla hacia arriba en horizontal, se activa el altavoz para que todos puedan escucharlo. Se puede activar/desactivar esta opción yendo a Ajustes>General>Gestos>Colgando (Llamada con altavoz). [Si a alguien le cuadra, saber si al volver a recoger el teléfono se reanuda el modo de escucha normal]

- Si se pulsa durante 1 segundo el botón de bajar volumen se inicia la llamada falsa. El tiempo por defecto son 10 segundos. Esta opción se activa y configura en Ajustes>Aplicaciones>Llamadas>Llamada falsa. Esto solo funciona en Bada 1.2, no en 2.0

- Para poder escribir ñ, tildes, etc en el teclado español, se debe dejar pulsada la tecla "n" o vocal 1 segundo. Para el caso de la ñ, cambiando el teclado a "gallego" (gallego) aparecerá como tecla adicional sin que suponga ninguna otra variación.

- Si en el registro de llamadas, se deja pulsada la zona de los distintos campos, aparecerán todos los campos en la pantalla sin tener que desplazarse. (Ej. dejar pulsado "Todos" aparecerán las 6 opciones) [Este truco se aplica a todos los menús superiores que se desplazan]

- En la aplicación calculadora, que en vertical es una calculadora simple, con la pantalla en horizontal se obtiene una calculadora científica.

- Tocando dos veces seguidas la pantalla (como doble clic), se abre una opción elegida entre una lista larga. Esta función está desactivada por defecto y para activarla y elegir la función hay que ir a Ajustes>General>Gestos>Tocar dos veces (atajos). Esta función consume más batería al estar activa y por el momento no funciona demasiado bien.

- Si se deja pulsada la tecla de apagado durante 10 segundos, el teléfono se reinicia.

- Mientras está activada la radio o la música en segundo plano, al abrir el panel de notificaciones (el deslizante de arriba), aparece un recuadro con una radio o la carátula del disco que se está reproduciendo en función de la aplicación que se está ejecutando. Si se pulsa sobre el recuadro, se accede a la aplicación correspondiente sin tener que navegar por los menús.